# Рудолф II фон Верденберг-Райнек
Рудолф II (III/VII/VIII) фон Верденберг-Райнек (на немски: Rudolf II (III/VII/VIII), Graf von Werdenberg-Rheinegg; † 2 май 1419/1 декември 1421) е граф на Верденберг-Райнек в кантон Санкт Гален в Швейцария.
Той е големият син на граф Хайнрих IV фон Верденберг-Хайлигенберг-Райнек († 1392/1393) и съпругата му Анна фон Монфор-Тостерс († 1379), дъщеря на граф Хуго VI фон Монфор-Фелдкирх († 1359) и Берта фон Кирхберг († 1371). Брат е на Хуго VIII фон Верденберг-Хайлигенберг-Райнек († 1428).
Австрийският херцог Леополд IV Хабсбург напада 1393 г. двамата братя Рудолф II и Хуго VIII фон Верденберг-Хайлигенберг-Рейнек. Рудолф II и брат му Хуго VIII умират бездетни и така линията „Верденберг-Хайлигенберг“ изчезва.

## Фамилия
Рудолф II фон Верденберг-Райнек се жени пр. 3 май 1399 г. за графиня Беатрикс фон Фюрстенберг († 27 юли 1433), вдовица на граф Хайнрих II фон Мьомпелгард († 28 септември 1396, Никополис), дъщеря на граф Хайнрих IV фон Фюрстенберг († 1408) и графиня София фон Меркенберг-Цолерн-Шалксбург († 1427). Бракът е бездетен.